# 新潟県道497号加茂停車場線
新潟県道497号加茂停車場線（にいがたけんどう497ごう かもていしゃじょうせん）は、新潟県加茂市内の一般県道。

## 概要
- 陸上距離：
- 起点：加茂市駅前（加茂駅前交差点＝加茂駅）
- 終点：加茂市陣ヶ峰（加茂中学校前交差点＝国道403号交点）

JR信越本線・加茂駅東口から加茂市街地の東側を経由して国道403号に至る。

## 通過する自治体
- 新潟県
  - 加茂市

## 主な接続路線
- 新潟県道9号長岡栃尾巻線（宮大門交差点 - 中町（本町））
- 国道403号（加茂中前交差点）

## 重複区間
- 新潟県道9号長岡栃尾巻線（宮大門交差点 - 中町（本町））

## 別名・通称
- 加茂駅前通り